# アメリカインディアン・クオータリー
「アメリカインディアン・クオータリー（英語: American Indian Quarterly、略称 AIQ ）」は、アメリカ合衆国のネブラスカ大学出版局がアメリカインディアン研究を目的に発行している季刊の査読学術雑誌。1974年創刊。
アメリカインディアンに対する研究の発展に寄与する多種多様な学術修練を公表し、アメリカインディアン国家の主権および、その文化の継続への関与の場として提供され、最良・最多にして示唆に富んだ奨学金を用いることにより、アメリカインディアン研究の主要な季刊誌のひとつとしての評価を得ている。査読された記事に加えて、AIQ は、書物、映像作品、展示物に対する評論を特色としている。
寄稿評論には、インディアン以外のアラスカ州やハワイ州などのアメリカ先住民も採り上げられている。編集長は、オクラホマ・チョクトー族のデボン・アボット・ミヘシュアーが8年間務めた後、2005年から2014年まで、オクラホマ・チカソー族のアマンダ・J・コッブ・グリーサム（オクラホマ州立大学）が務めている。